# Theope antanitis
Theope antanitis is een vlindersoort uit de familie van de prachtvlinders (Riodinidae), onderfamilie Riodininae.
Theope antanitis werd in 1874 beschreven door Hewitson.